# 臺北市歷史

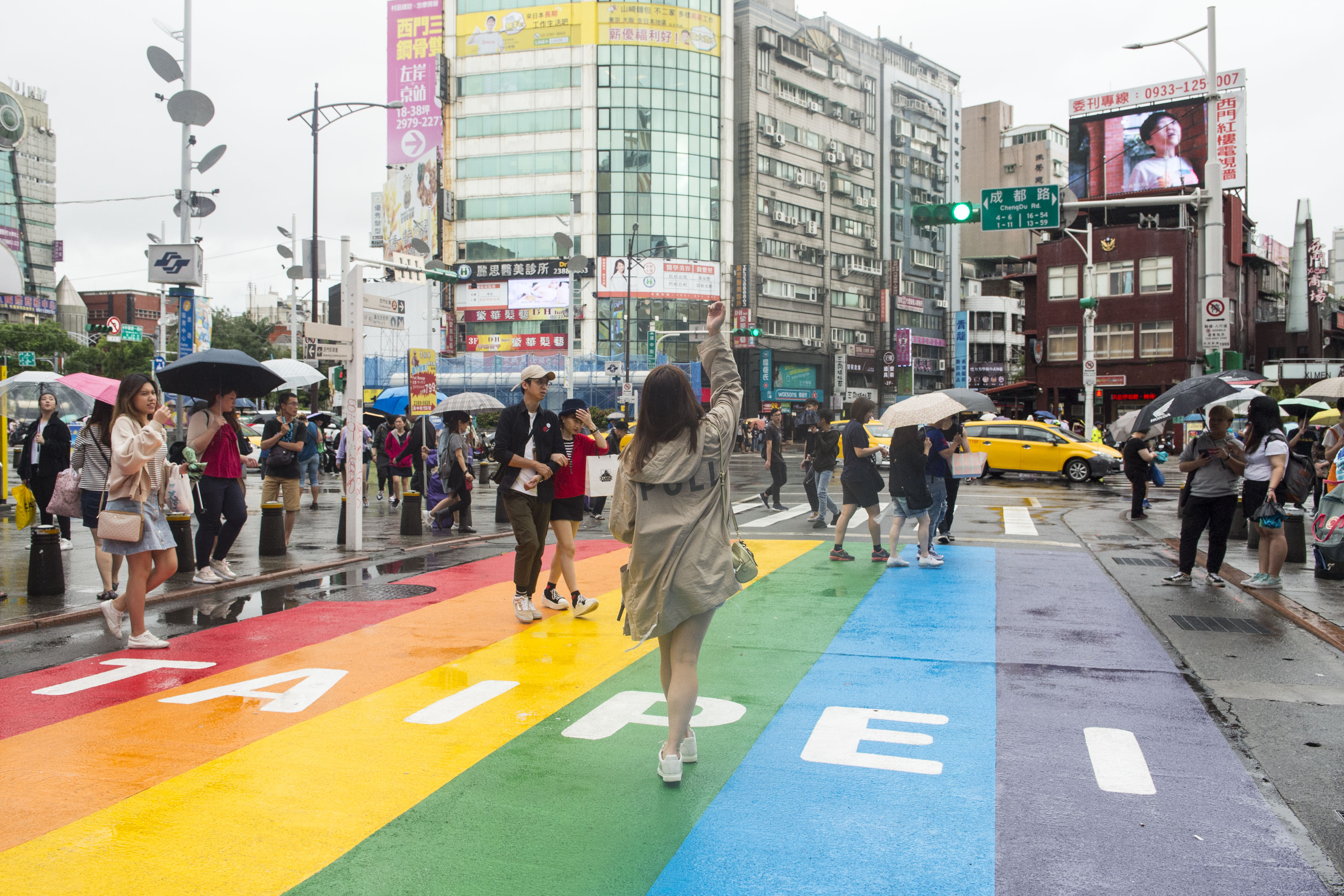
西門町是國際觀光客和年輕人很喜歡前往的重要國際化商圈

臺北市歷史包括臺北市從移民聚落、殖民城市、到現代國際大都市的歷史過程。
時間可追溯至清代1709年陳賴章墾號開墾大加蚋，1884年臺北府城建城，亦或從1920年臺北市建市算起。事實上，依照考古所獲得的證據顯示，早在7,000至4,500年前的新石器時代，市區內的圓山與芝山岩等地已有相當豐富的史前文化。
約2,000年前，臺北市中山區出現了圓山文化，該文化與之後生活於臺北盆地的平埔族有極深的淵源。
而根據1654年所繪製的《大臺北古地圖》及其他文獻得知，當時絕大部分仍為溼地的臺北市，除了平埔族社之外，並無其他聚落。
不過，在此段時間，並沒有精確的文字記錄可供後人按年計月地細數臺北歷史史事。這種情況直至17世紀有其文字記載後，才有所改變。
後來在臺北盆地活動漢人的市鎮中心逐漸從淡水河口的八里坌，向南發展至新庄，再移動到東岸大加臘的艋舺。1875年，清政府將大甲溪以北至基隆、原屬淡水廳管轄的地區改置臺北府，並在臺北盆地的大加臘地區擇地興建城池作為府治，名為臺北城，「臺北」之名正式出現。而臺北城內與鄰近的艋舺、大稻埕兩處聚落，被合稱為「三市街」，為臺北都市發展的基礎。臺灣建省後，臺北成為臺灣的金融、經濟、政治、教育、文化中心，持續至今，而位於臺北市中心的西門町，擁有非常多的人潮和商機，消費力最強，是臺北重要的商圈和國際觀光客的熱門旅遊景點。

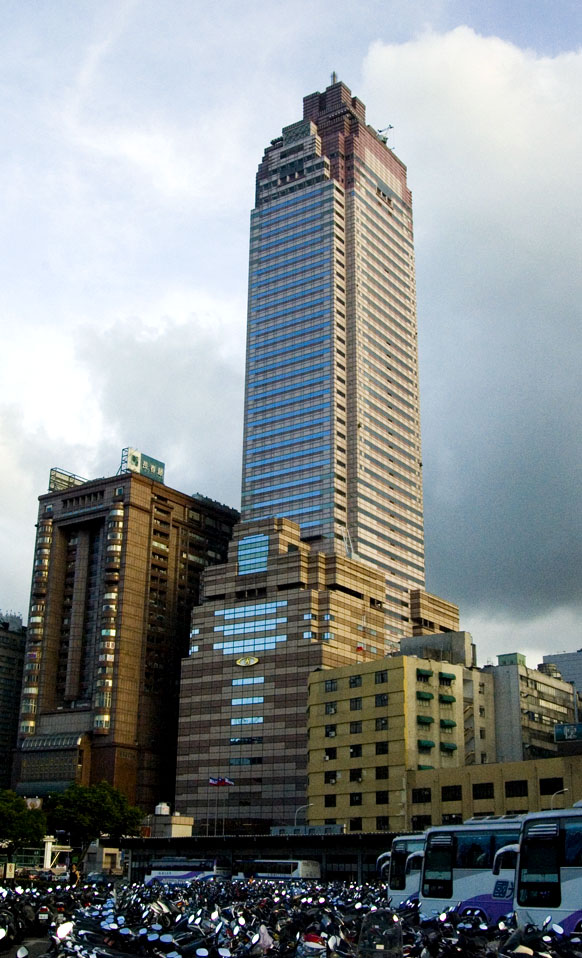
台北站前商圈

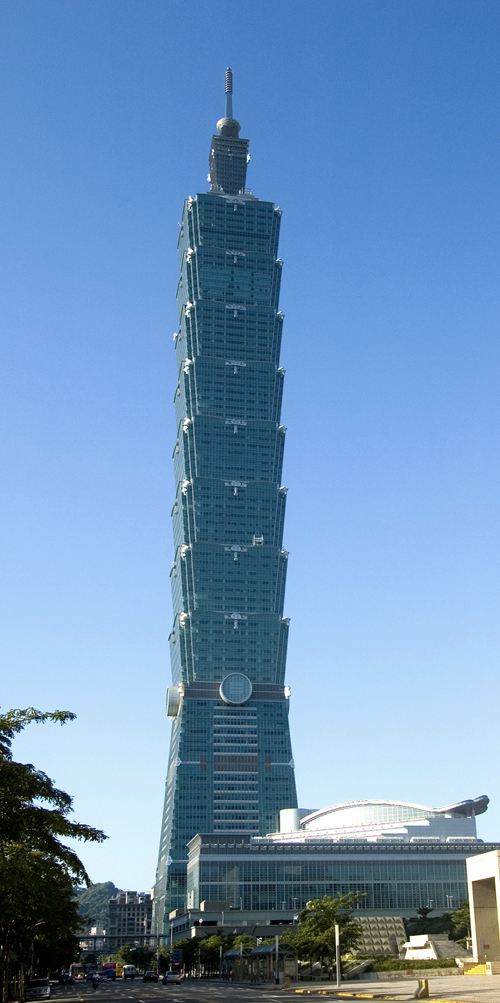
台北101

## 史前時代（西元前5000年－西元1709年）
依據轄內的芝山岩遺址所得到的最新考古研究，臺北市於舊石器時代晚期即有人類居住。也就是，當史前時代，臺北仍為一個大湖泊而僅有諸如圓山、芝山岩等高地浮現時，就已有人類活動。他們食後所棄烏蜆殼、蠔殼、鐘螺殼及川蜷螺等半鹼水性和海棲性類成為貝塚，此外，當地亦有陶器、石器、骨器等遺跡。

### 先陶與大坌坑文化（前5000年－前2700年）
根據臺北市的圓山遺址考古資料，臺北市至少包括了四個前後不同年代的文化遺跡，根據其中最古老的遺跡顯示，臺北市史前的人類紀錄可溯自距今7,000年大坌坑文化、甚至更早；此活動歷史紀錄稱為先陶文化。以現有資料顯示，約2.7公頃的圓山地區所殘存的史前人類紀錄，以粗製石器和漁獵活動為主。所謂先陶文化，就是尚不會製陶的群聚；大抵居住於圓山高地，並以簡單礫石器、石片器與簡易網罟，捕獵山下湖內的漁貝維生。先陶文化層與左鎮人或長濱文化相似，不過並無證據證明臺北圓山文化與臺灣其他地區的先陶文化有連繫。
距今7,000年前至4,700年前，圓山地區發展出更進步的大坌坑文化。大坌坑文化為臺灣新石器時代代表，其命名雖然是來自首次發現的大坌坑遺址，不過卻廣泛分布於包含臺北圓山在內的臺灣全島各地。以現有資料顯示，此階段的臺北史前人類，除繼續活躍於圓山外，至少還包含位於圓山北邊的芝山岩。地形相當類似的這兩處遺址，合計面積廣達約20公頃。而被歸類於新石器早期的大坌坑文化，聚落規模尚小，除以狩獵和漁撈營生外，也有種植根莖類作物的初級農業。據研究推測，擁有該文化的主人可能是南島語系民族的祖先，而發源自臺北的原住民族，正是南島語族的一支。

### 圓山文化與芝山岩文化（前2800年－前500年）

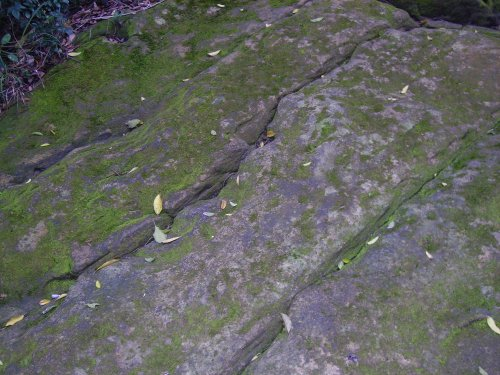
芝山岩山頂的岩石地面，直線為海底古生物的爬行痕跡。

距今4,800年前，繼先陶文化與大坌坑文化之後，臺北出現了圓山文化，此文化與早前的兩個史前文化最大的不同點就是分布區域極廣。以臺北市而言，該文化分布於臺北盆地北側的圓山、芝山岩、關渡一帶等，區域甚至可能遍及淡水河沿岸與新店溪下游的岸邊小山丘處。而根據自1964年起陸續展開的碳14測試，以貝塚著稱的該文化存在的時間約為西元前2800年至前500年，而因為發源地頗為封閉，圓山文化雖持續2,000年以上，但期間並沒有長足的進化。圓山文化遺跡的食用貝類多屬於半淡半鹹水性的貝類。另外，該文化已學會飼養家畜與較高級的農耕技能，甚至有證據顯示該年代可能已有稻米農作。以文化時間帶區分，圓山文化應屬於新石器時代晚期的史前文化。
這時期的臺北除了圓山文化外，尚存在另一個重疊的史前人類活動紀錄，那就是芝山岩遺址。與該遺址同名的芝山岩文化，存在於距今約3,600年至3,000年前間，已有木製器具、繩索、稻穀與植物種子等人類活動紀錄，也有充當農具的石器、陶器和骨角器。比較特殊的是，該遺址還出現罕見的掘棍與裝飾品。

### 植物園文化與十三行文化（前1000年－1000年）

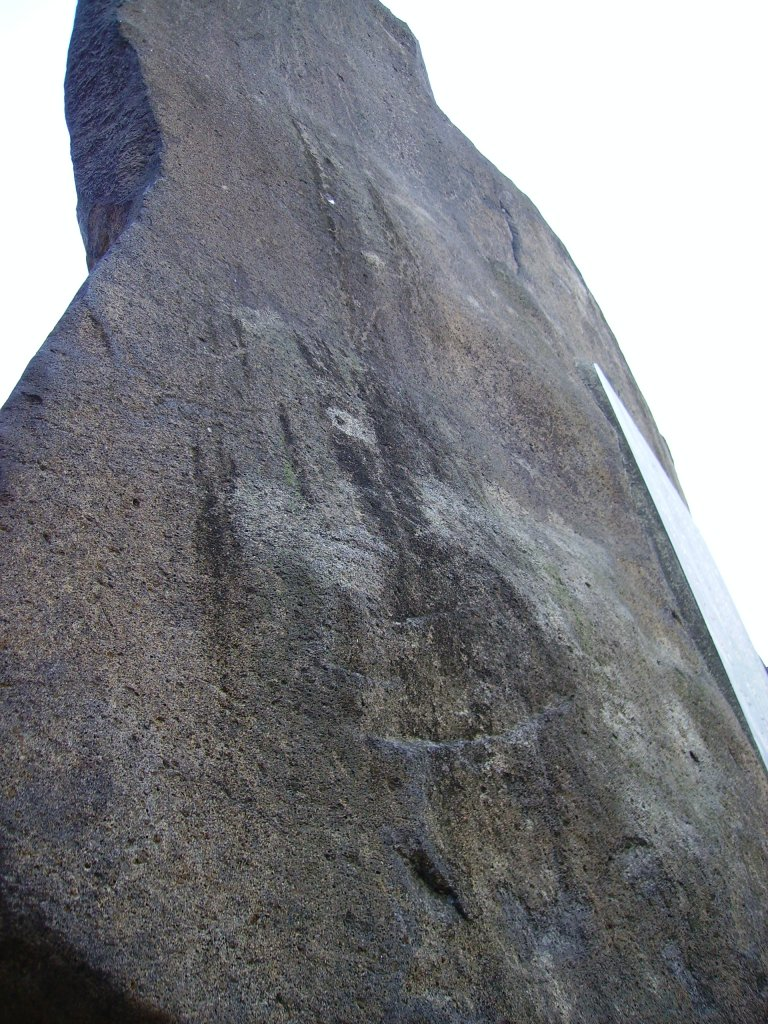
圓山的史前人造砥石，約兩個人高。

距今約3,000年至2,000年前，現今植物園及建國中學一帶出現了植物園文化。這些地區的住民，可能由圓山文化時期演進而來，也可能是由中國南部或南島語系地區移民而至。遺留下來的考古跡證顯示：當時的史前人類，生活已轉成農耕為主。該文化最大特色為出現了拍印方式裝飾的方格紋陶器，其製作技術大約與圓山文化的程度相當。
在植物園文化晚期，距今2,000年前左右，包括臺北在內的整個北臺灣進入金屬器時代，十三行文化為其代表。此階段的史前人類分布範圍更廣，除上述數個文化層地區之外，還包含位於臺北市中山區的西新庄子遺址。十三行文化大致從距今1,800年前開始出現，到漢人進入臺北後才正式結束。而該文化的主要特徵是減少使用石器，且已知煉鐵。除了精緻的鐵器外，尚有為數不少的以手工製作、含細砂、火候高、且質地堅硬的紅褐色夾砂陶。
十三行文化通常可依照發展時程，再區分為早、中及晚期三時期。其中，早期年代距今1,800年至1,000年前間，中期年代則距今1,000年至500年前，晚期則是在距今500年內。晚期的十三行文化甚至可視為平埔族凱達格蘭族的文化。而除漁獵與精緻農業外，該遺址發現了可用來紡織的陶紡輪，證明十三行人應會利用簡單工具來製作衣服。另外，十三行人住的干欄屋則與臺灣平埔族與原住民族部落的建築十分相似。
| 臺北史前文化簡表 |          |          |          |          |          |          |            |            |              |
| 文化名稱         | 文化水準 | 文化水準 | 文化水準 | 文化水準 | 文化水準 | 遺址分布 | 遺址分布   | 遺址分布   | 遺址分布     |
| 文化名稱         | 製陶     | 煉鐵     | 漁獵     | 初級農業 | 稻米     | 圓山遺跡 | 芝山岩遺跡 | 植物園遺跡 | 西新庄子遺跡 |
| 先陶文化         | 無       | 無       | 有       | 無       | 無       | 有       | 無         | 無         | 無           |
| 大坌坑文化       | 有       | 無       | 有       | 有       | 無       | 有       | 有         | 有         | 無           |
| 圓山文化         | 有       | 無       | 有       | 有       | 有       | 有       | 有         | 有         | 無           |
| 芝山岩文化       | 有       | 有       | 有       | 有       | 有       | 無       | 有         | 無         | 無           |
| 植物園文化       | 無       | 有       | 有       | 有       | 有       | 有       | 有         | 有         | 無           |
| 十三行文化       | 有       | 有       | 有       | 有       | 有       | 有       | 無         | 無         | 有           |

### 平埔族時代（1000年－1709年－）

已漢化的凱達格蘭族圭武卒社，攝於1897年。

學者以十三行文化的種種特徵，推斷該文化為平埔族的活動紀錄。雖說尚無文字記載可供佐證，但是大致可以確定的是在西元17世紀的臺北市，多數已從湖泊變成以平原為主的溼地，而在此溼地捕魚、狩獵，山田燒墾式農作的住民即為平埔族，而居住在臺北市的平埔族，一般則又被稱為凱達格蘭族。
不論是1603年陳第所寫的《東番記》還是1697年郁永河所著的《裨海記遊》，都明確記載了17世紀前凱達格蘭族於臺北的活動紀錄。相傳該族祖先是從臺灣本島最東境的岬角——三貂角登陸，1694年發生康熙大地震時，仍為臺北地區最主要的住民結構組成部分。雖然在此一時期，臺灣其他地區已歷經荷治，鄭氏王朝，中國清朝的統治，但臺北市仍為平埔族聚居的未開墾平原。除了1632年，80多名西班牙人組成的探險隊曾短暫入內，前往該族北投社、里族社等社安撫傳教外，並無任何開發。而臺北的平埔族獨佔時代，一直到1709年陳賴章墾號入墾臺北才漸次結束。但日本學者於19世紀末所做的語言調查和記錄顯示，臺北縣貢寮、基隆、臺北市、新店、板橋、桃園北部這一帶的平埔族仍大都屬於凱達格蘭族。
因凱達格蘭族漢化極早，因此相關文獻紀錄不多。就現有資料顯示：該族與其他平埔各族同為母系社會，從婚姻與財產制度中可顯而易見——男性必須入贅，家產也由女性繼承，這與漢人文化有極大的差異，此差異迄今仍存於臺北某些地區。此外，現今臺北市許多地名為凱達格蘭族社名音譯而成。例如：大龍峒、北投、唭哩岸等。而這些平埔族社群，計有圭武卒社與大浪泵社等族群。
圭武卒社（Kimotsi）是20世紀前，臺灣平埔凱達格蘭族的一個支系部落，活動範圍約為現今臺北淡水河岸的大稻埕一帶。據荷蘭人於1654年所繪製的《大臺北古地圖》
，該社至少有百餘戶。該文獻亦顯示，該社除了以漁獵為主之外，也從事農業，活動範圍則可達社子島。更有跡象顯示，當時包含圭武卒社在內的凱達格蘭族已有灌溉水源的雛形。

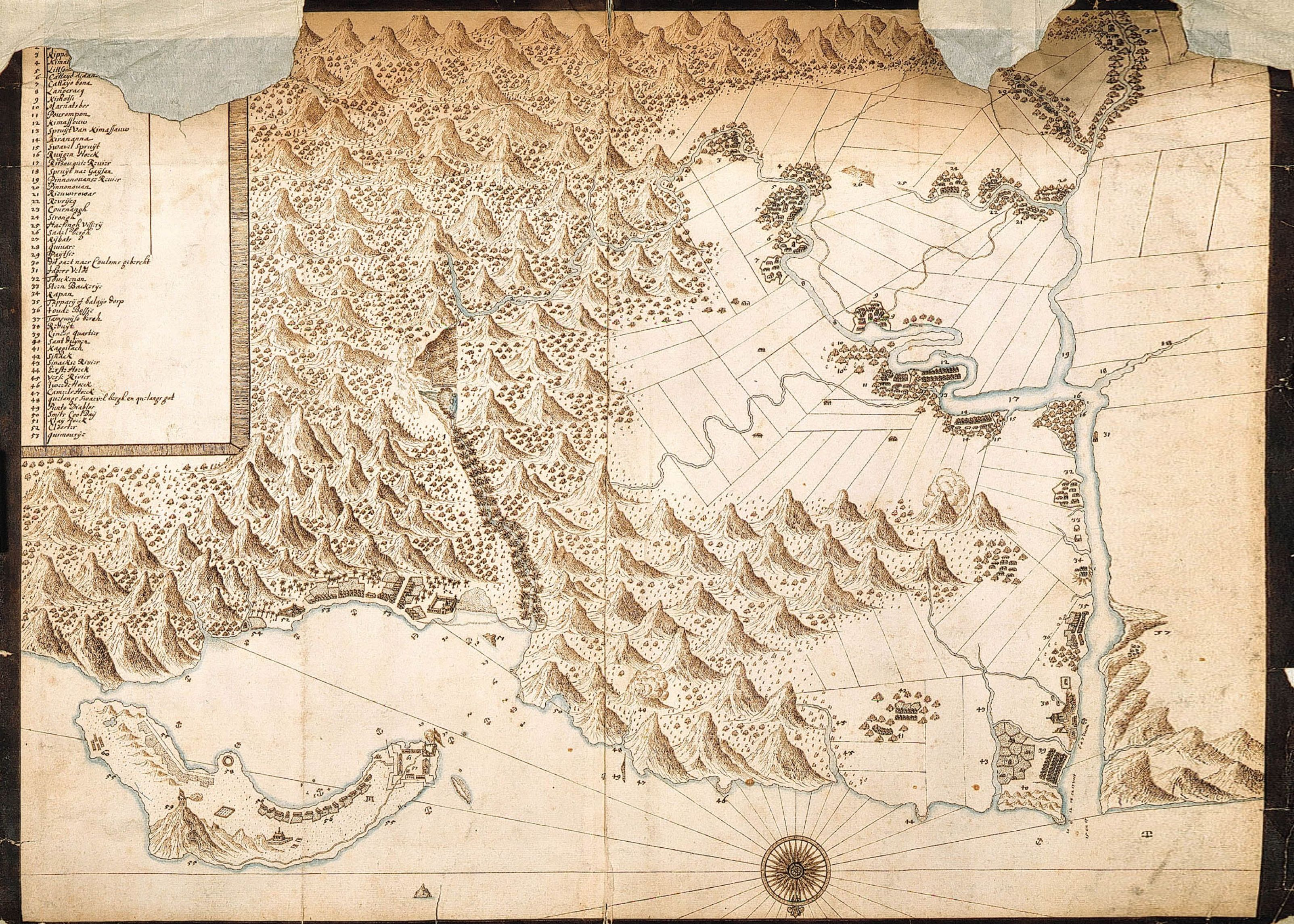
大臺北古地圖，圖右即為淡水河流域。

除了圭武卒外，臺北市內較大的凱達格蘭族社尚有大浪泵（Paronpon）社，活動範圍則約為現今臺北市的大龍峒與圓山一帶，實際上，臺北市的大同區、大龍峒以及圓山的舊名——大龍峒山，皆源自大浪泵社的音譯。迄今Paronpon仍是臺北市大龍街的音譯名稱（Paronpon St.）。
大浪泵社於文獻的初次記載，也同樣出現於荷蘭人於1654年所繪製的《大臺北古地圖》。後來因為發生康熙大地震，該地圖所描述的大浪泵居住地與當地樣貌與1697年郁永和《裨海紀遊》、1704年的《康熙皇輿全覽圖》以及1722年的番俗六考等都有所出入。不過一般認為該社的活動範圍不脫基隆河與淡水河交界處附近。

## 清治時期（1683年－1895年）
早在1620年代，荷蘭與西班牙即已先後入侵臺灣，並展開對臺灣的統治。其中西班牙佔領與傳教區域約包含今臺北市的松山與北投。隨後擊敗荷蘭東印度公司，以臺灣南部為根據地的明鄭鄭氏王朝，其屯墾地區並未包含臺北。一直到清朝入侵臺灣後的18世紀初，臺北才正式大規模開墾。

### 移民時代（1683年－1800年）
從18世紀開始，主要來自福建閩南人及少數廣東客家人的漢族移民，就扮演了開墾臺北市的角色。這種以官府力量為副、移民勢力為主的此階段歷史模式，與臺灣其他新興城市大致相同。換句話說，清治時期的臺北市歷史，除了臺北開府、建城之外，可說全是以移民為主的歷史。也就是在強悍的漢人文化入侵下，原本居住於臺北的凱達格蘭族，最終於20世紀初幾近滅絕。
首開開墾臺北風氣之始的，是18世紀初的陳賴章墾號。陳賴章是指中國大陆泉州人：陳天章、陳逢春、賴永和、陳憲伯、戴天樞於1709年為了合股開墾大臺北地區而成立的團體，「陳賴章」這個名稱即是取合股人的姓氏姓名而成。像這樣以土地開發、開墾為主的合股團體，一般來說都稱為「墾號」。陳賴章墾號所申請的地區為臺灣北部的大加蚋，其開墾範圍面積相當廣，包含艋舺、錫口、大龍峒和大稻埕等現今臺北市的中心地帶在內。其中又以艋舺的開墾為主要區域。因此，一般來說，臺北市在地信史的正式啟動是由艋舺開始，而諸如艋舺龍山寺和艋舺清水巖等歷史建築，也都是由於此一泉州墾號的進駐而來。陳賴章墾號不但是18世紀初臺灣最大規模的漢人開墾事件，也造成了日後臺北地區平埔族的遷移、同化與滅絕。
1723年，朱一貴民變平息後，巡臺御史吳達禮報請朝廷增設淡水廳，並管轄大甲溪以北，此建議隨即獲准，臺北市也因此首度納入漢人行政體系。不過，臺北市所在的區域，此時仍多屬平埔族所聚居的「蕃境」，為避免糾紛，清政府仍嚴格禁止中國大陆移民逕自開墾。臺北市廣大的平原耕地所帶來的誘惑，使得清廷禁止漢人移民進入臺北的禁令無法產生拘束力。
1729年，廣東客家人簡岳一族至拳山開墾，與當地凱達格蘭族發生糾紛，造成數百漢人死亡，全族盡滅。此次事故，讓清朝官員重申臺北市為蕃界的的禁令。並規定不論生蕃、熟蕃，皆與漢人勒石分界。其屬地如有「奸民偷越蕃境、抽取藤條、捕殺山鹿、私運貨物者」，主管的地方官員都會受到降級調用及罰俸的連坐處分。不過此一禁令依舊無法阻擋從淡水河上岸的零星移民。而為了管理移居臺北市所在區域內的漢人，淡水廳於1731年在八里設置巡檢司，其範圍包含已有相當多漢人居住的干豆門、北投和南港。

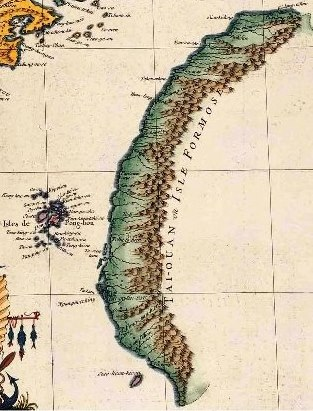
漢人與清廷在臺灣所實際控制之區域。

1740年，繼泉州人之後，同樣來自福建的漳州府人，首次大舉移民至臺灣，代表人物為郭錫瑠。在他的領導之下，漳州人首度進駐臺北松山一帶，並從新店青潭溪興建可供灌溉景美、公館，甚至松山的瑠公圳。由於瑠公圳的成功開鑿，讓漳州人的開墾速度加快不少。這階段，除了水利之便造成的移民與開發外，臺北市地區尚有1741年漳州府移民何士蘭的開墾內湖和士林，1742年至1749年間泉州人開墾木柵與少數客家人的持續開墾拳山。這數波移民潮除了引發不少原住民與漢人的衝突，也促成大量漢人男子與平埔族女子通婚，進而間接加速平埔族的漢化。這項漢化趨勢，於1765年設立理番同知官銜後最為顯著，在鼓勵原住民族漢化的政策下，一年內包含臺北在內的臺灣漢化熟蕃所屬平埔族達93社，歸化稱臣的生番200社以上。

### 高度開墾與臺北開府（1800年－1895年）
除了泉州三邑人居住的艋舺與漳州人所居的八芝蘭兩聚落持續開墾發展外，泉州同安人聚居地的大龍峒與大稻埕也急起直追。這四個地區的開墾，也造成了多起分類械鬥，並促成臺北府城的興建。

#### 一府二鹿三艋舺
18世紀中期，眾多泉州府（以泉州三邑人為主）人移民定居臺北艋舺，與當地平埔族通婚後人口大增，艋舺因而趨於興盛。早在1759年，原艋舺增設都司，不過仍為設於新竹的淡水廳管轄。1811年，原本設置於新莊的縣丞機關移至艋舺，並隨後設立臺灣艋舺營。1825年，艋舺營主官從游擊升格為參將。此外，也設置固定駐兵於艋舺的臺北營制。
除了官方廳署漸漸轉移至臺北艋舺外，艋舺的移民速度與開墾速度也頗為驚人。位於臺北盆地中心的艋舺，背臨平原，經過水利系統不斷地開展，形成物產豐饒的廣大腹地，而人口增加也使各種需求快速擴張，這些因素造就了艋舺的商業優勢。從此，艋舺繼新莊之後成為水陸輻輳商業中心，盛極一時。據姚瑩所著《臺北道里記》記載，光是艋舺一地就「居民舖戶四五千家」。因此盛況，產生了「一府二鹿三艋舺」的說法，表示臺北艋舺已是全臺灣第三大城市，且是臺灣北部第一大城。

#### 大稻埕與大龍峒的開發
1853年，艋舺的三邑人為了爭奪艋舺港口的泊船權利，攻擊八甲庄（今老松國小）的同安人，但無法越過沼澤，後來竟然燒毀安溪人信奉的艋舺清水祖師廟，以便借道偷襲八甲庄，同安人死傷無算，房屋全數焚毀，三邑人獲得械鬥的勝利，史稱頂下郊拚。同安人不得不將信仰的霞海城隍與整個宗族舉家從艋舺遷徙至數公里遠的大稻埕經商，艋舺港口後來淤積，船隻多改停大稻埕。大稻埕成為北臺灣的商貿中心，19世紀中期後，新興臺北的發展約等於大稻埕商圈的發展。

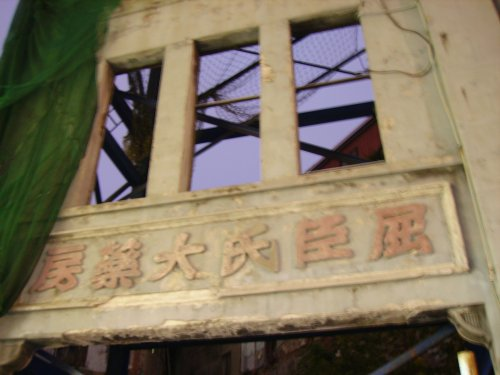
今大稻埕仍擁有許多古蹟。圖為永樂市場旁的「屈臣氏大藥房」舊跡，現址已依原貌修復。

同安人聚居於大稻埕一帶，與附近的港口碼頭息息相關。19世紀中期，尚未淤積的淡水河，依舊可航行來自閩南一帶的戎克船。大稻埕碼頭所帶來的航利，除了方便移民人潮上岸外，更可帶動商業的運作。於是大稻埕逐漸得到發展，與艋舺共同成為臺北市的兩大聚落。
泉州同安人除了開發大稻埕之外，還有大龍峒。大龍峒又稱為「大隆同」，舊稱大浪泵，源於平埔族凱達格蘭族「大浪泵」社的閩南語譯音。根據歷史記載：18世紀之前，大浪泵社全境皆為平埔族人所聚居，並無漢人。1802年，泉州同安人王元記、王智記、陳蘭記、陳陞記、高明德、鄭西源等六戶，在此開設44間瓦店，因而形成俗稱四十四崁的街道，該街道取其原「大浪泵」地名閩南語諧音於隘門街坊，題名為「大隆同」，希望能「大為興隆同安」。一般來說，大龍峒發展雖然不如大稻埕，但仍以文教功能聞名。

#### 分類械鬥

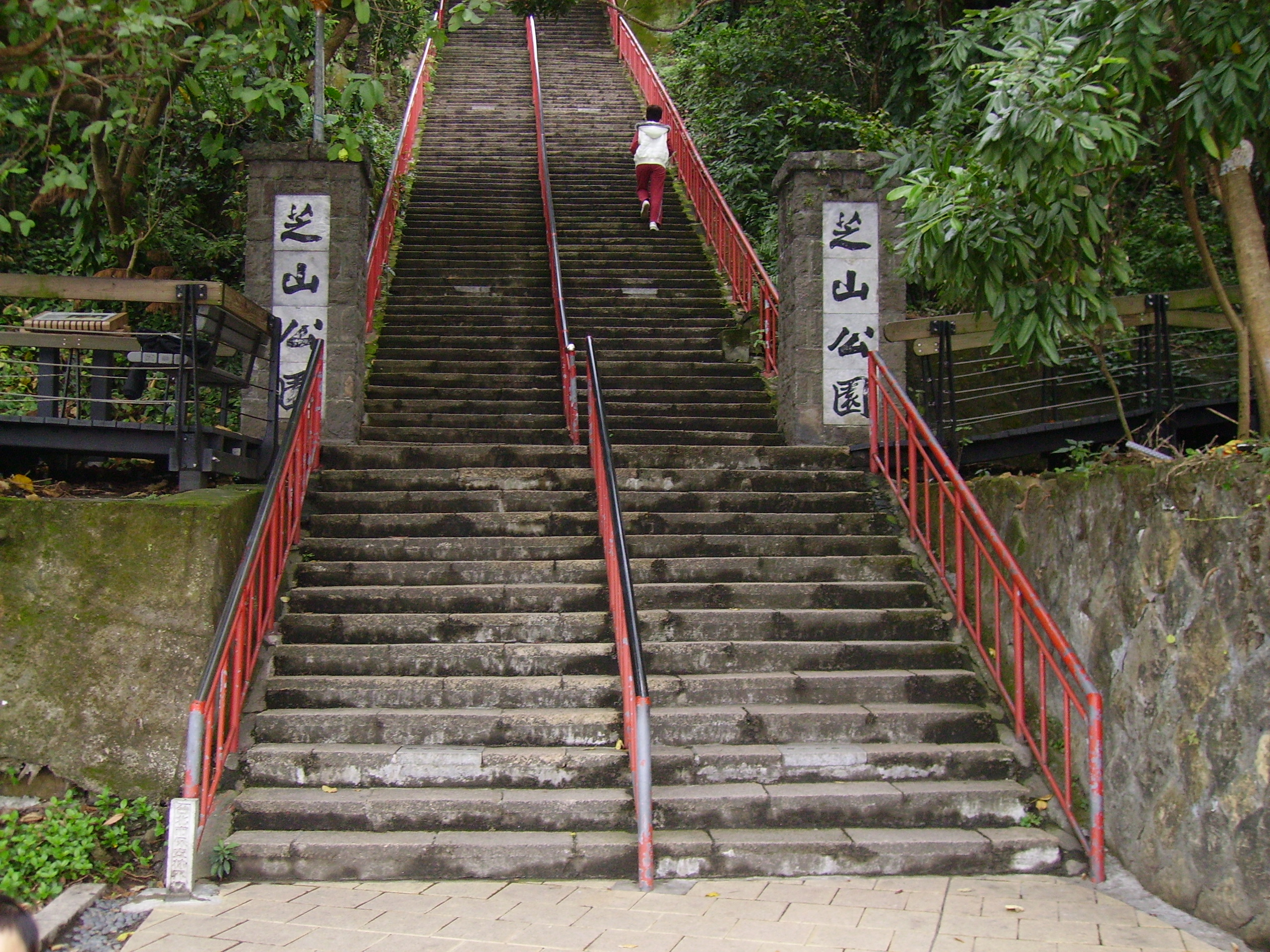
芝山岩出入口現況。

清治時期的臺北漢人移民村庄，多為漳、泉兩大族群所盤踞。分布地點大抵為士林、艋舺、大稻埕和大龍峒四地。這裡面，漳泉兩地雖同源自福建，語言、風俗接近，但數百年來，該兩府就常因各種利益與宗教信仰發生衝突，而兩族群的衝突，即使移民到臺灣後，依舊非常激烈。
漳州人與泉州人武力衝突的理由十分複雜，但是基本上不脫利益衝突的性質。這些衝突包括：先來後到的土地分配衝突、灌溉水源爭奪、爭取墾地與建屋蓋廟爭議等。加上當時清朝官府控制力薄弱，無法禁絕遏止，民風強悍與羅漢腳人數過多等原因，漳泉械鬥時有所聞。多次漳泉械鬥當中，又以1859年的械鬥最為激烈，不但造成漳州人八芝蘭（今士林）村莊全燬，退居芝山岩避難，也導致後來八芝蘭地區的重建。不過也由於此次爭鬥過於慘烈，兩幫人馬所屬地域的士紳最終出面調停，漳泉檯面上的爭鬥至此才告一段落。

#### 臺北府城
讓臺北開始邁入臺灣首善之區是1880年代的臺北府設置與臺北城的構築。這兩項措施，不但讓臺灣的行政中心正式由臺南移至臺北，也讓臺北成為臺灣的政治與經濟中心。而究其因，1874年發生在與臺北相隔數百公里的臺灣南部牡丹社事件，是促使臺北建城的遠因。隨後，想藉臺北升格來充實北臺灣軍防的清朝政府，於1875年批准了「欽差辦理臺灣等處海防兼理各國事務大臣」沈葆楨的「臺北擬建一府三縣」奏摺。至此，臺北府城才正式成立。
臺北建府之議欽准不久，為求防務需求，清朝初步決定於艋舺與大稻埕之間的未開墾荒地構築臺北城。並構想將重要臺北府城官署、宗廟等建築設立其中。在首任知府陳星聚與其後1881年上任的直屬長官福建巡撫岑毓英積極籌款興建，臺北城終於1882年委由臺灣道道員劉璈正式開工興建。在陳星聚知府與臺灣道劉璈兩相合作後，臺北城的城池終於在1884年正式完工。
臺北城完工之際，城內文廟、武廟、開漳聖王廟、城隍廟和天后宮等廟宇也陸續落成。除此，面積約一平方公里的臺北城也相繼同時建造了淡水廳、臺北府、臺灣布政使司衙門和臺灣巡撫衙門等署衙，此時臺北城內儼然正式成為全臺北甚至全臺灣的宗教與政治中心。之後的數年內，臺北也在清朝首任臺灣巡撫劉銘傳的建造下，成為具有鐵路和電燈的現代化都市。

## 臺灣民主國與日治時期（1895年－1945年）

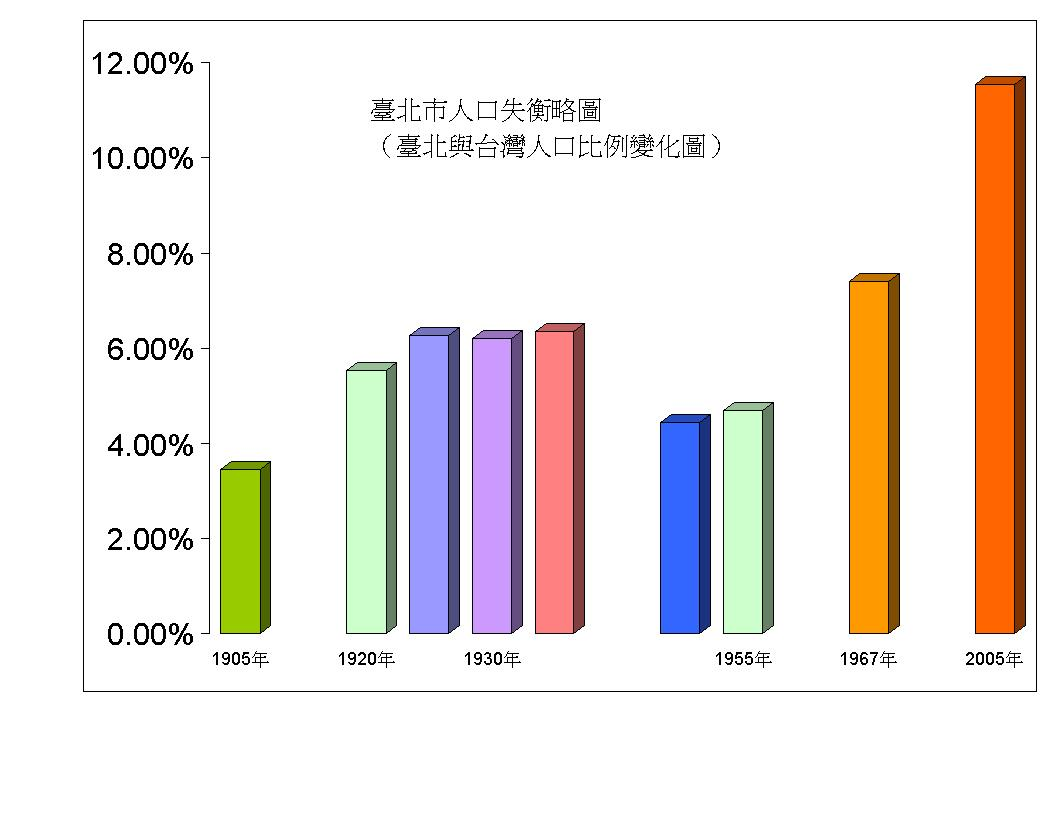
1904年開始的臺北、臺灣間的人口比例失衡。

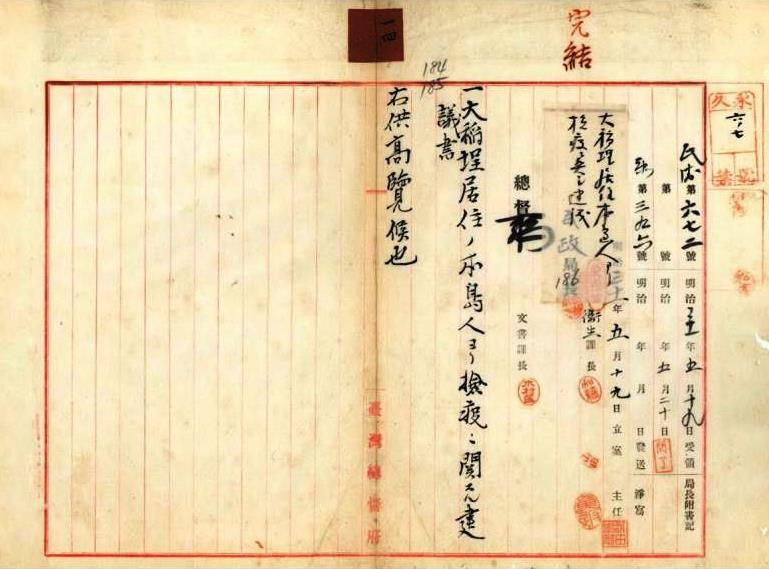
1898年臺灣總督府關於臺北大稻埕居民對檢疫相關建議書之公文封面。

1884年清法戰爭之北臺灣戰場與1895年（乙未年） 因馬關條約而由大清帝國將臺灣割讓予日本帝國所引發的乙未戰爭，是19世紀危及臺北城的兩大戰爭。清法戰爭由駐臺清軍打敗從基隆入侵北臺灣的法軍，乙未戰爭則由日軍獲勝。
就乙未戰爭方面，日本攻擊的對象為由原大清帝國官紳組成的臺灣民主國。為了避免正面武力衝突，征臺日本軍隊越過臺北城池防務工事進城。1895年5月29日，日軍在澳底登陸時並未受到強烈的抵抗，接著攻打瑞芳時有個小型的接觸戰。隨後日軍攻佔基隆時，扼守獅球嶺砲臺的清軍則已撤走，因此很容易便推進到汐止（水返腳）紮營，準備進入臺北城。此時的臺北城已陷入無政府混亂狀態，因為臺灣民主國總統（原臺灣巡撫）唐景崧等大清帝國官員已於6月4日倉皇逃回中國（清國），留下來的清軍紀律很差，形同流寇。臺北人心惶惶，臺北民眾閉隘閘以守禦自保。所以當時在大稻埕的外國人就打電報到日本部隊，要求日軍趕快進入臺北城；臺北城內的有錢仕紳、富商們也希望日軍能及早進城維持社會秩序，並先後派辜顯榮與洋行代表等赴基隆見日本人，並一路引領日軍進臺北城，因此日軍於6月7日未發一彈即順利進城。17日，臺灣總督樺山資紀舉行「始政式」。日軍在進臺北城時沒受到什麼抵抗；渡過淡水河向南方推進不久，在三峽、在大溪都受到了真正的抵抗。
在臺灣總督府主導下，臺北市不但因軟硬體建設迅速成為全臺灣的政教中心及日本帝國重要都市之一，也開始出現人口不平衡情況。1904年，臺北市成為全臺灣人口最多的城市，而直至1935年，臺灣人口為530萬，但面積不到臺灣1%的臺北都會區，居住人口超過27萬，日常活動人口則已突破33萬。
|              | 2010年    | 2000年    | 1990年    | 1980年    | 1972年    | 1958年   | 1935年   | 1920年   | 1905年  | 1875年  |
| ------------ | --------- | --------- | --------- | --------- | --------- | -------- | -------- | -------- | ------- | ------- |
| 臺北歷史人口 | 261萬8772 | 264萬6474 | 271萬9659 | 222萬0427 | 189萬0760 | 71萬5000 | 27萬4157 | 16萬2782 | 7萬4415 | 3萬8000 |

### 日治始政時期（1895年－1910年）
因為臺北是臺灣的經濟中心和政治中心，加上是新興城市，容易實施市區計劃，因此統治臺灣的臺灣總督府與清代臺灣巡撫相同的選擇臺北作為臺灣的首府，臺北因此有了「島都」的稱號。
順利進入臺北城，並以臺北作為行政中心的日本統治者，對於以守備日本為主的臺北城存在價值抱持不同看法。在1900年的市區改正計畫中，臺灣總督府以街地整理與貫通道路為由，連同城內官祀文武二廟（孔子廟、關帝廟）一起，開始拆除臺北城牆，並擴展臺北市的範圍。
撇開較引起爭議的破壞古蹟之舉，臺灣總督府的拆城計劃讓臺北市範圍從一平方公里範圍擴展近數十倍，且藉由道路貫通，讓大稻程與艋舺兩大區域融合成為一城市。這些交通上的改革，也包含隨後的鐵路改建、巴洛克式街道開通、對外橋樑等硬體設施。得此暢通的鐵道交通，臺北迅速成為可直接控制全臺西部走廊的臺灣首都，不過也因得此方便，讓臺北於1904年之際成為臺灣最大的城市。

### 政軍經中心建立（1910年－1940年）

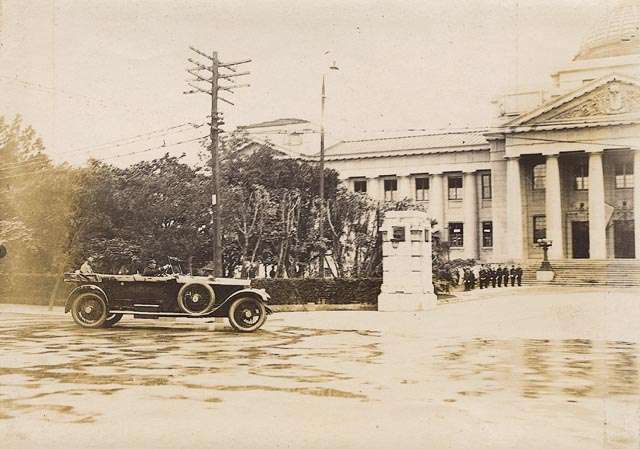
1923年日本皇太子裕仁臺灣行啟，赴臺灣總督府博物館。

約略的市區改正後，臺灣總督府於1930年代期間，陸續完成了臺北做為臺灣政經中心所需的軟硬體建設。而這些包含各主要機關的官署廳舍建設，大量設立公學校也促成了臺北市範圍向外擴充，而此擴充則以南北向及城東為主。
由日本人組成的該政府或其所轄臺北地方政府於治理臺北初期，先將原本佔領城內清代留下的土地與建築，如舊有街屋及重要官署衙門，加以興建屬於總督府或日本新移民的所屬機關建築及住宅，並移民大量的政府官員家眷入臺北城內。這區域包含當時西門街、府後街，一方面拆毀舊有建設，另一方面建造包含臺灣總督府、臺灣銀行、臺北州廳、專賣局等官署廳舍。而這些大多位於臺北城內的建物，通常華麗寬敞且結構堅固，其使用狀態甚至沿用到二戰戰後，也提供臺北於戰後的復甦資本。
早在1895年，臺灣總督府為了宣導國語已開始於臺北各地普設國語傳習所，不久此教育機構更名為公學校。1919年臺灣教育令頒布，總督府開始實施半強迫性的義務教育，這項早於日本本土的教育政策雖說具實驗性質，但仍使臺灣人於1930年代的就學率達70%。而這些公學校設立的地點，通常就是漳泉漢人密集居住的大稻埕、萬華、大龍峒松山及士林地區。
在社會教育上，做為臺灣首善之區的臺北，也設置多處改善社會不良習俗的正風會。這些團體有臺北廳風俗改良會、艋舺同風會、大稻埕同風會等。至1923年，臺北市同風會共有51所，會員有14萬人左右。後來此會也於之後更名為教化聯合會，不過其改正結辮、蓄髮、纏足、蓄奴、納婢等不良習俗的宗旨並沒有改變。
除了這些硬體設施外，臺北也負起各種新政的試行與推廣，其中包含度量衡、標準時間和衣著規定等。就在各項軟硬體建設下，臺北規模與風貌逐漸脫離農業社會的特徵，變成了具有東洋味道的現代都會，而1935年舉行的臺灣博覽會上，作為主要展示場地的臺北市呈現了這種急劇改變的面貌。
1920年代，舊臺北城內區域為主的城內建築漸趨飽和，卻還是有愈來愈多的日本內地人來到臺北。在此不平衡的情況下，城內空間不足，地價又貴，於是有些人便在臺北城區的西方，介於艋舺與大稻埕之間的空曠墓地興建市場、郵局、神社、學校，這區域就是西門町，此地區直至2010年代的今日，仍為著名鬧區，並以西門町徒步區延續至今。

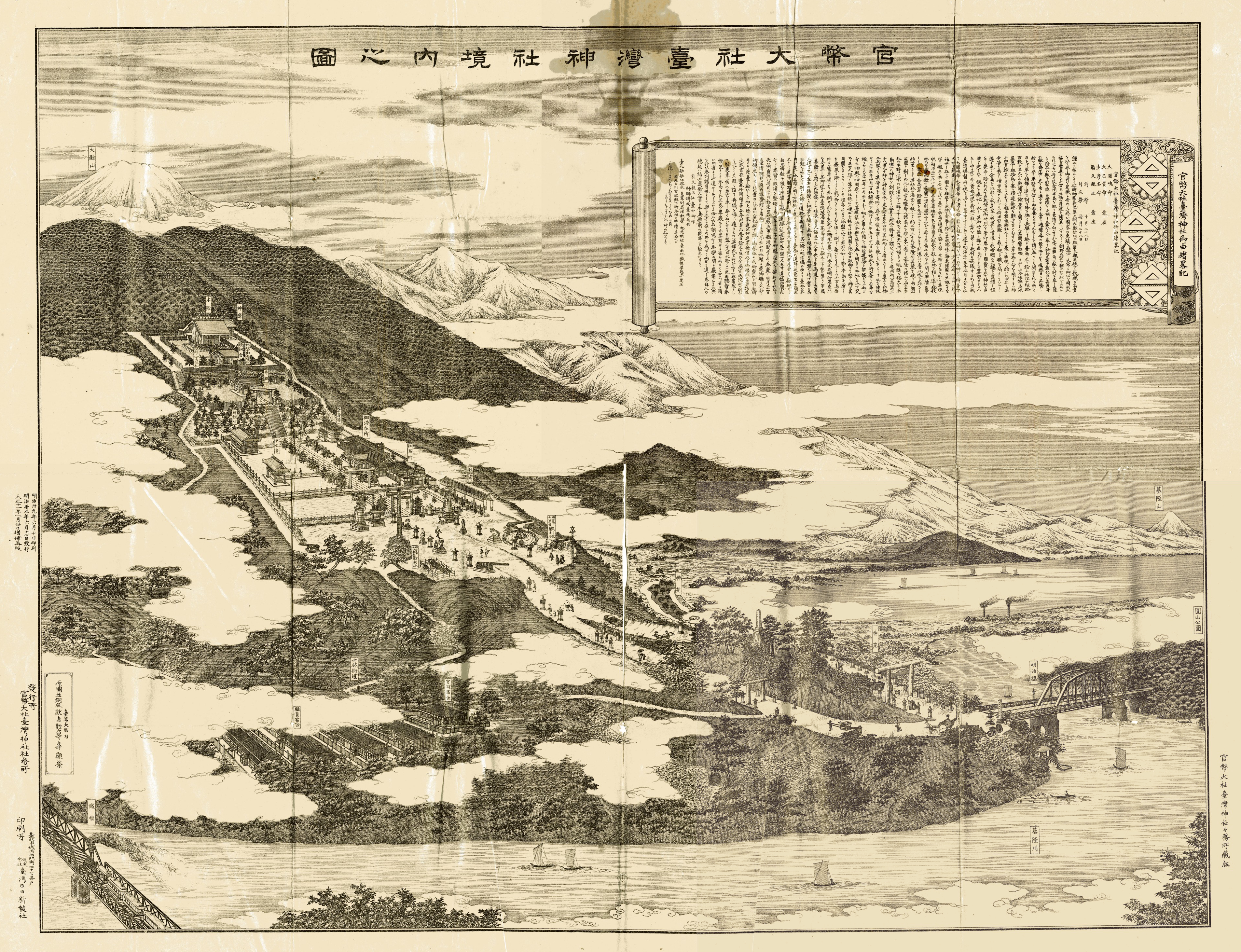
臺灣神社。

不過此區域過窄，臺北市區不得向西門以外區域延伸，因為擴展面面臨淡水河，在現實發展下，臺北區域只好向南北發展。因此，臺北南門附近的龍匣口庄成為新興住宅區（今建國中學附近）。另外，除往南發展外，1920年代至1930年代因為興建於市區北部臺灣神社與寬敞敕使街道（今中山北路）等因素，讓劍潭地區該街道兩旁街廓成為高級地段，並在此年代興建多為獨棟獨院的高級住宅。
1930年代期間，相較南北的發展，臺北往東發展的發展則更為明顯。在以60萬人口為設計的臺北市區都市計劃中，總督府開始於臺北東門附近的東區大量增設學校預定地，其中以東門町及富田町為最多，而隨著學校興建，臺北市大量民宅也隨之在此區域興建，形成御園村或昭和町等新開地。這種官方主導公共建設，民間配合的都市東移政策，從1930年代一直沿用到21世紀的臺北。
1935年，在南北與東區的快速發展下，面積不到百平方公里的臺北市，共有日籍人士8萬人與臺灣本地人18萬。若加上約兩成來自中國福建的商人，臺北市人口突破32萬，而當時臺灣人口只有530萬。也就是說，只佔臺灣面積3‰的臺北市卻佔據臺灣總人口的6.3%。

### 戰亂臺北（1940年－1945年）

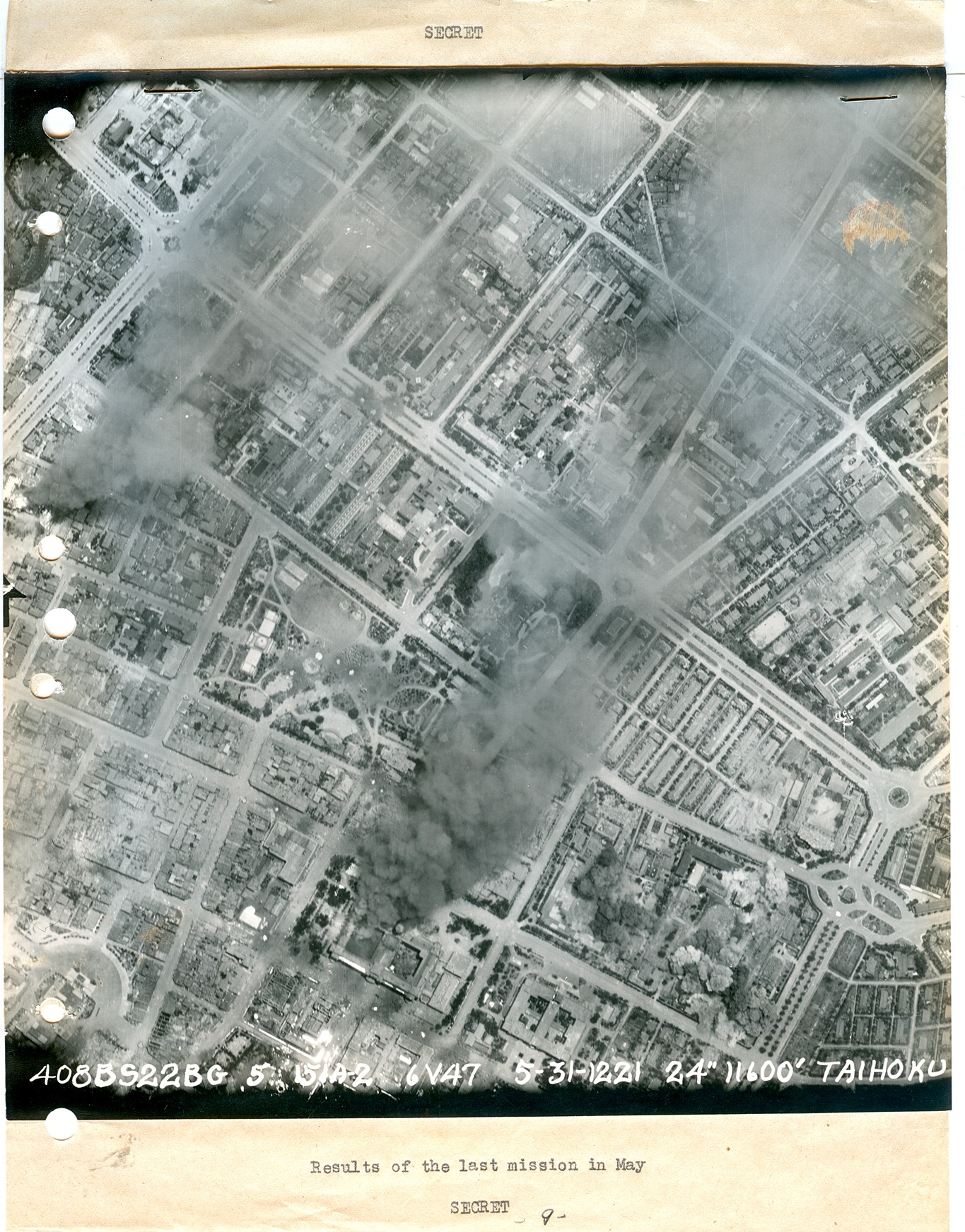
1945年5月美軍臺北大空襲期間的臺北市區，包括總督府在內的多棟建築遭受波及。

1930年代末期中日兩國展開大規模戰爭。包含臺北市的臺灣雖未受直接牽連，卻仍因戰時影響，所有臺北市的經建建設均遭停滯，不但如此，許多臺北的臺灣河洛人與客家人也不得不皇民化與加入太平洋戰爭。另外，戰時也造成全面性的物資缺乏與人口的流失。這種現象在1944年之後，如盟軍空襲臺北與市區人口疏散之後，更加明顯。這階段，臺北城內包含榮町、京町、文武町、書院町、明石町、旭町的總督府轄主要官署建物均遭程度不一的損壞，而學校、民宅也多有破壞。

依據盟軍太平洋總司令麥克阿瑟元帥發佈的《一般命令第一號》第1條規定，命令日軍向二戰同盟國投降。1945日軍在臺北市公會堂向二戰同盟國投降，受降典體臺上掛有同盟國英、中、美、蘇四國同等大小的國旗，以及聯合國旗（四國國旗的前面上端，未呈現於畫面中）。

1945年8月，日本於二次大戰戰敗，依據盟軍太平洋總司令麥克阿瑟元帥發佈的《一般命令第一號》第1條規定，盟軍中國戰區最高統帥蔣介石委派將領代表前往中國戰區各受降區、越南北部及臺灣接受當地日軍的投降，並軍事接管屬太平洋戰區的臺灣。1945年10月25日，蔣介石委派陳儀將軍赴臺北公會堂接受日軍第10方面軍的投降。

## 戰後發展（1945年以後）

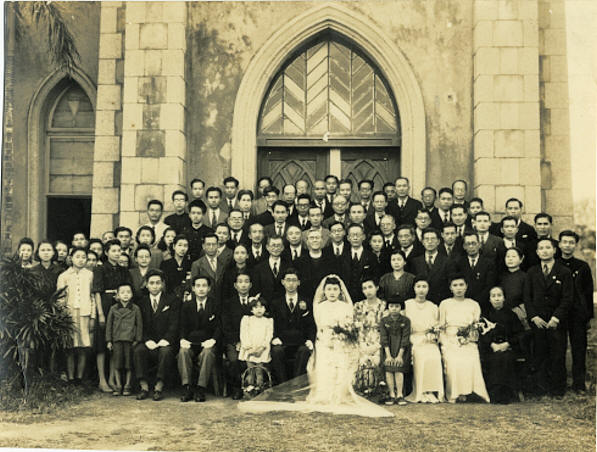
1946.12在臺北市中山基督長老教會所舉行賴永祥與劉慶理的婚禮。

1945年，臺灣日治時期結束並邁入中華民國統治時期，臺北被規劃經營為臺灣的政經中心而持續發展。國共內戰後，臺北市更被視同中華民國於臺灣的國家首都。在此情況下，臺北市的政經建設更為顯著。
由於上百萬軍民於1949年隨中華民國國民政府撤退至臺灣，加上1960年代眾多中南部民眾北上求學、工作的風潮，臺北市的人口快速增加，除此，道路、住宅社區、學校等公共設施的新建工程也開始逐步進行。1960至1970年代，西門町是全臺灣最熱鬧、流行的商業區，並形成了後來知名的電影街。1980年代為臺北市的蛻變期，城市的商業重心從這時候開始逐漸東移至臺北東區，1990年代之後，各種主要建設更集中於信義計畫區。至此，臺北朝國際化城市發展。不過如何兼顧傳統社區或商圈的整建與原有特色的保留，仍常常變成該市社區發展一大課題。

### 臺北新住民（1945年－1970年）

1945年，臺北市各界在中山堂舉行「慶祝臺灣省光復大會」

1945年10月，臺灣省行政長官公署正式設立於臺北市。仍為臺灣政經中心的臺北市，卻因十數萬日本裔市民離開，人口從戰前的30多萬驟降到20萬。由於管轄臺灣的國民政府不諳民情、施政偏頗、歧視臺民，加上官紀敗壞、產銷失調、物價飛漲、失業嚴重，使民眾的不滿情緒瀕於沸點。1947年2月底，臺北市大稻埕發生緝菸血案引起民眾抗議示威，行政長官公署衛兵開槍掃射抗議群眾，局勢急遽惡化，引發從臺北市延燒至全臺灣的軍民對抗衝突和省籍對抗，國民政府軍隊採取鎮壓屠殺與和實施清鄉，造成本省人民眾大量死傷，是為影響臺灣數十年的二二八事件。1948年，上海爆發金融危機，國民政府輸出大量貨幣，以取得臺灣民間蔗糖、米等資源，造成惡性通貨膨脹，連帶使得舊臺幣幣值大幅貶值，造成臺灣物價水準急遽上揚，引爆經濟危機，此刻的臺北市也連帶受到影響，百業蕭條，經濟低迷。
1949年12月，國共內戰的戰局逐漸明朗，國民政府被迫從中國大陸遷至臺北，中央政府所在地臺北市自此成為中華民國的實質首都。除了首都的設置與經營外，大量外省人遷入臺北成為新住民，使得1950年代成為臺北市發展的關鍵。當時上百萬的外省人以定居臺北最多，加上1960年代由於城鄉差距帶來的就業機會不均而吸引來臺北的臺灣中南部移民，不但讓臺北市人口從戰後的20萬迅速成長至1967年的100萬以上，也讓其人口族群結構，產生與臺灣其他都市完全不同的現實狀況。
黨外人士如吳三連和高玉樹以無黨籍身分當選為具實權之首都市長，中國國民黨為確保於戰時首都
的執政地位而於1967年依1930年頒佈之《市組織法》將臺北市升格為院轄市，但由於當時《市組織法》無法適用臺灣當時戒嚴時期實際情況，因由行政院以行政命令方式頒佈臺北市各級組織及實施地方自治綱要推動地方自治，市長則由行政院派任，以架空高玉樹。1968年將原臺北縣與陽明山管理局加起來共六鄉鎮（北投、士林、內湖、南港、木柵、景美）併入臺北市，擴大臺北市行政區域，以因應人口增長趨勢，並積極開拓東區田野發展。該市政府除了沿用日治時期已訂定的市區計劃外，更著重以土地高度利用為主的公共建設開發，並加速拆除市區大量舊建物。

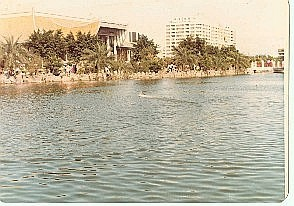
1970年代的國父紀念館；館旁的市政府與今日的信義區金融重鎮尚未成形。

此階段臺北持續繁榮，各項建設也朝向現代都會發展，如臺灣規模最大的博物館國立故宮博物院於1965年於士林區外雙溪開幕。不過因為人口增長超乎預期，加上經建建設失之妥當，交通、環境保護等各項建設不敷使用，因此1970年代末，臺北市面臨了前所未有的各種社會問題。

### 繁榮發展（1970年－2000年）
二十世紀最後30年，是台北發展最快的時期，短短25年間，城市脫胎換骨，由不起眼的復興基地成為繁榮的國際都市，城市大幅現代化，市民的生活水準和便利程度也大幅提升。
大起飛--1970-1980年代
1974政府推行十大建設，1975年1月臺北市議會第二屆第三次大會的第一次會議紀錄：「我臺北市爲首都所在地，爲全國政治經濟文化之樞紐，尤爲國際觀瞻之所繋...」因而，其建設尤為政府預算支出的優先項目之一。1976年，政府推動六年國宅計劃，大量建設相對市價便宜的房屋，開放登記購買，並於1977年開始眷村之拆遷計畫。也因應臺北對內外之交通壅塞，各種交通建設積極展開，1977年台北市公車轉為聯營，1978年全線通車的國道一號和1979年完工的桃園國際機場大幅改善城市對外交通聯繫，新生高架橋於1983年完工，1989台北市區鐵路初步地下化完工。1980年代初期開始的臺北市區鐵路地下化工程，與1980年代末期開始的臺北捷運建設，雖因施工佔去部分道路面積而造成臺北交通堵塞及運輸機能大減，導致交通黑暗期，但隨之減少了噪音、震動、空氣污染，提高沿線生活環境品質，讓臺北市交通狀況受到相當程度的改善。雖然大台北地區人口增加，但1987年完工的翡翠水庫滿足了台北市的水資源需求。
1970年代後期至1980年代，臺灣經濟延續著高度成長，市內十層樓高以上大樓在1980-1990之間增加了將近一萬棟，占市內現有十層以上大樓的一半以上(2022年一共有18200棟)，光是1986和1987兩年加總就有超過五千棟十層樓以上大樓完工，1980年代想當然爾是台北發展最快的年代。在大批外資進入後，臺北市順利轉型為以服務業為主的都會型城市。百貨公司大量興建，如1972年創立遠東百貨，1977年的遠東百貨仁愛店，1978年的來來百貨，1984年的統領廣場，1987年的明曜百貨和SOGO百貨，1991年則設立第一家新光三越。繼1974年頂呱呱的開幕，這期間具代表的外資連鎖速食店於市內大量展店，如1984年美國麥當勞，1985年的肯德基，1986年的哈帝漢堡，1987年的吉野家與必勝客。超商的部分，自從1978年首家統一超商開幕後，1980年7-11超商和1988年的全家便利商店等新型外資商店的進駐臺北，這些指標商店的引進，使臺北產生極大的變化，許多傳統型的商店相繼被取代，最著名的例子是1992年中華商場的拆除。由於市民經濟水準整體改善，聚賭文化，如大家樂，在1980年代遍地開花，電子遊藝場也愈趨普遍，如1982年開幕的湯姆熊歡樂世界。1980年代，台北掀起一股KTV和MTV熱潮，大量的卡拉OK廳和舞廳、娛樂廳和賭場開幕，形成了台北的夜生活文化，但此年代許多此類娛樂場所為非法營運，但政府大多睜一隻眼閉一隻眼。非法休閒場所遍地開花，參與浪潮的人數成為主流，也埋下日後娛樂場所大量解禁的種子。其中，著名的連鎖店如1986年創立的錢櫃公司 另外，配合當時政府的十二項建設，旨在改善市民文化休閒素養，於1982年成立建國假日花市，1983年成立台北市立美術館，1985年成立陽明山國家公園和落成台北世界貿易中心，1986年的木柵動物園，1987年的國家兩廳院(國家音樂廳和國家戲劇廳)等等，市民整體生活品質大幅提升。同時期，國際活動一步步地推行，如1980年的台北金馬影展，1981年的台北國際電腦展和新一代設計展，1986年的台北國際馬拉松，1987年台北國際書展，1989年起在台北世貿舉辦的台灣美食展和1990年創立時名為「台北燈會」的台灣燈會(2001年改為全台巡迴)。
隨後1980年代外匯管制放寬，臺灣解嚴，上市公司私有化及政治鬆綁等政策，更促成臺北市邁向更自由的都市。政治開放所帶動的活絡經濟，使臺北市各項政經建設更加蓬勃發展。而高度自由且有活力的生活狀態不但讓臺北成為世界性都市，也將其臺北生活模式帶動至臺灣各地。臺北的商業高度成長與交通便利，帶來金融和經濟產業快速成長以及人口持續增加  大量大型飯店亦於此時成立，如1979年開幕的兄弟大飯店，1984年的台北福華大飯店和台北老爺酒店，和1990年的台北晶華酒店和台北君悅酒店。

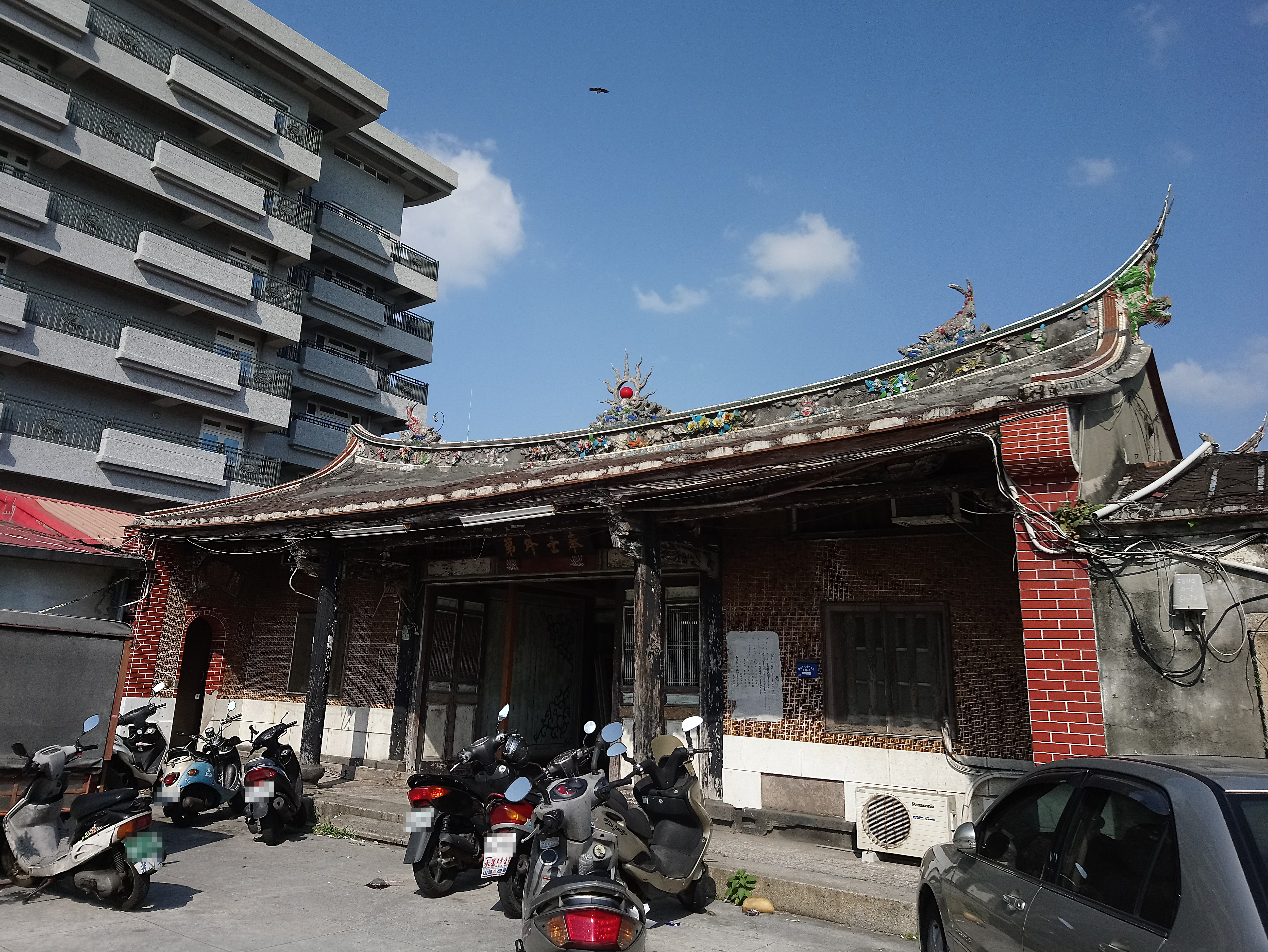
開始注重歷史記憶的臺北，圖為整修中的陳悅記祖宅。

1970年代中期到1980年代的高速發展下，歷史文物的保存亦日漸受到重視，中華民國政府於1981年成立文化建設委員會，1982通過文化資產保存法，並於1985登錄第一批市定古蹟，如艋舺青山宮。
1980年代末，台北出現大規模炒股熱，投資人湧入市內各地咖啡廳，餐廳，書局，甚至圖書館炒股，景氣相當熱絡，但也影響城市正常運作。
適居化---1990年代

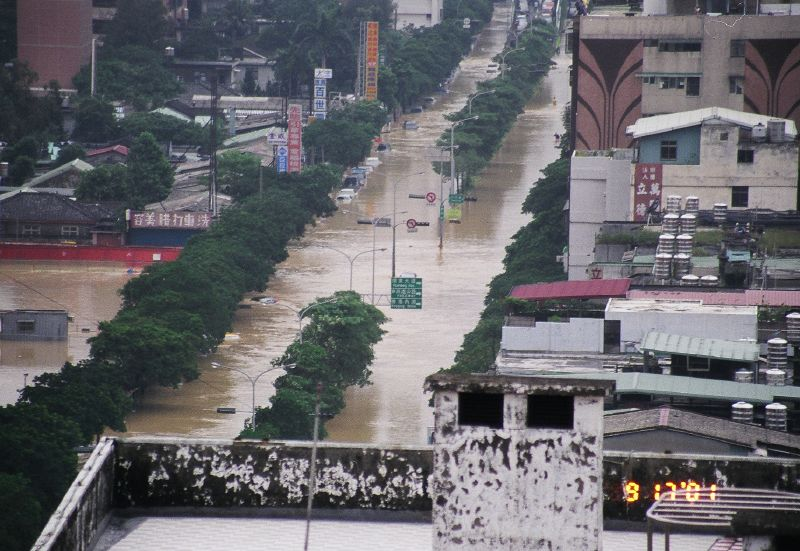
2001年納莉水災之健康路。

1990年代，台北依然快速發展，歷經20年的市區鐵路地下化、快速道路、臺北捷運初期路網、公車專用道等交通建設陸續完成，相當程度地紓解了交通上的壓力。1990年上任的市長黃大洲大量拆除老舊眷村和違建，建立許多綠地和公園，並推動基隆河的二次整治，亦加速台北捷運六線之興建，謂之「六線齊發」。1993年落成的新光人壽保險摩天大樓成為當時全臺最高的建築，並長期成為觀光景點。1994年大安森林公園對外開放，成為許多市民在市內親近自然的首選。升格直轄市以後的首任民選市長陳水扁於1994年上任後，推動掃黑行動，加強對違法遊藝場之取締，並整頓市內官風，使市內公務員更加親民。在他1994-1998年的任內，捷運陸陸續續通車(一年通一條)。此外，臺北也持續建構更便利的人文與教育環境，並在更開放的市民主義觀念下，逐漸建立以服務業為主，且朝多元化目標發展的都市前進。跨入21世紀前後的數年，臺北市雖歷經政黨輪替，也曾發生過1997年白曉燕命案的治安危機、1999年921地震的東星大樓倒塌事件、2001年納莉颱風所造成的數億美金損失、2002年臺北旱災缺水危機及2003年的SARS危機等重大民生事件，但並不影響臺北市成為國際化都市的進程。1998年，國際地方政府聯合會「世界首都論壇」於臺北市召開，市長陳水扁和美國華盛頓特區市長貝里等各國首都市長一同晉見曾任臺北市長的總統李登輝。
1989年，行動電話在台灣開放，隨後的1990年代，隨著資訊爆炸，大量有線電視公司在台北成立，亦有許多民營電信公司在台北設立總部，如1996創立的中華電信和1997的台灣大哥大。此年代更多現代餐廳和百貨公司設立，如1994年的大葉高島屋，1995年的王品牛排，1996年的爭鮮迴轉壽司，1997年的八方雲集和錢都涮涮鍋和1998年的信義威秀影城與星巴克等等。高級甜點品牌，如哈根達斯和GODIVA陸陸續續在台北開設門市。此外，1989年創立的百貨式誠品書局進行大規模展店。手搖飲文化隨後亦傳入台北。1990年代亦延續1980年代文教設施的擴展，如1996的台北天文館與台北海洋館和1997年袖珍博物館與台北二二八紀念館之開放。市民的生活品質，於1990年代末，達到正常已開發國家大都市之水準。
1990年代的台灣為一段相當政治化的時期，也是社會政治的轉捩點，期間，市內進行大幅度去威權化之措施，如改建圓環並拆除其銅像。陳水扁市府任內改名為凱達格蘭大道的介壽路，為集會遊行的良好選址。1990年中正紀念堂發生三月學運，1991年的獨台會案，1994年的520教改遊行，1995年計程車暴動和1998年反核大遊行等等，短期內對台北之交通影響頗大。
根據2000年1月版台北畫刊，1999年12月台北被新聞周刊列為亞州第二適居城市，同月亦被亞州周刊列為亞州第五適居城市，可見20世紀末梢的台北生活水準已與今日相差不大，與1969的樣貌有天壤之別。

### 發展文化產業（2000年至今）

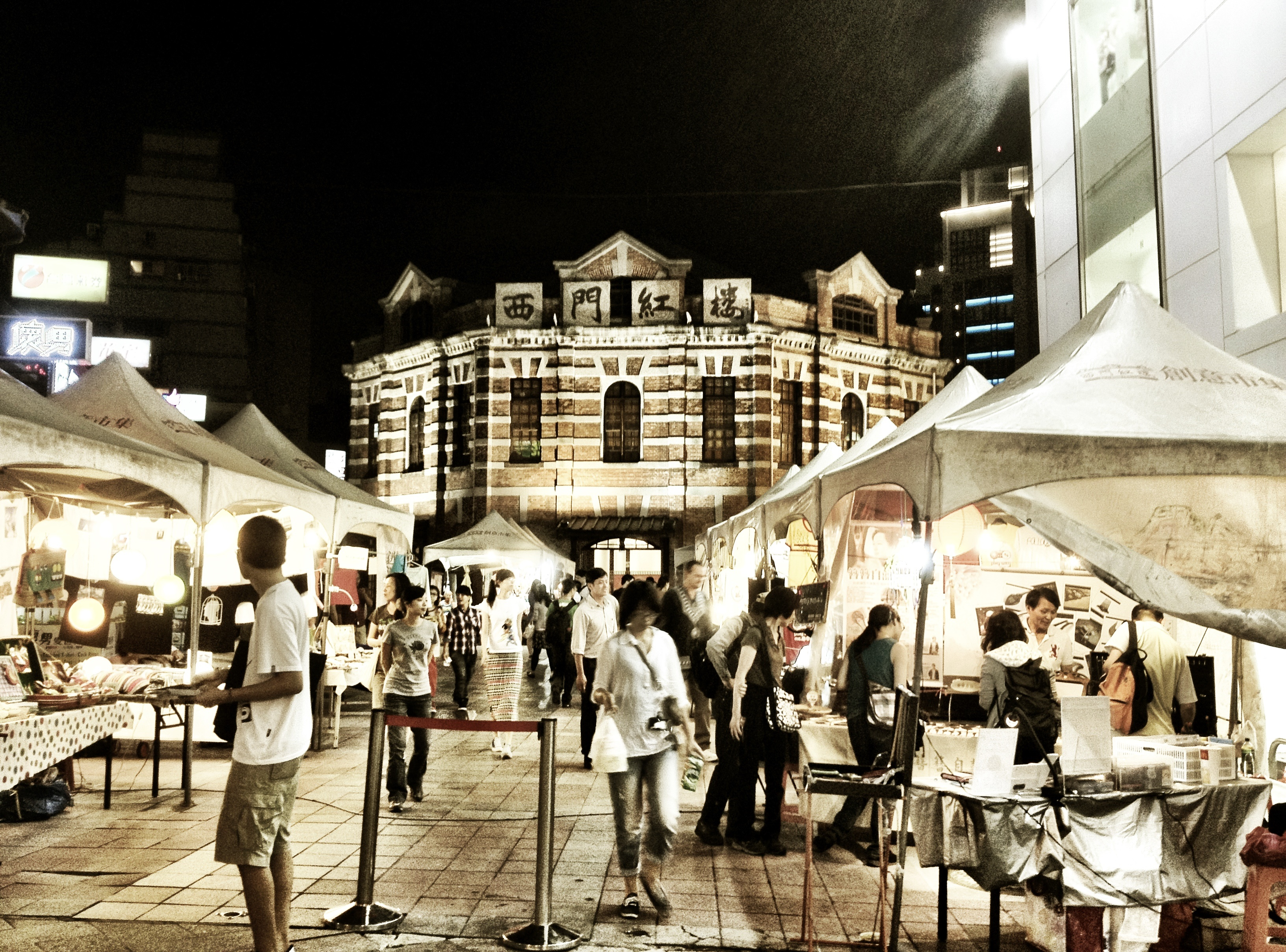
日治時期建築西門紅樓的夜晚創意市集。

2000年後，因為腹地的限制，建設的重點轉移至台北周圍的重劃區，且經濟榮景不再，台北的發展自此較為受限。台北多數區域已完成開發，捷運第一期幾乎完全通車，政府也在1998年停止國宅建設計畫，伴隨著1980-1990年代時的鬧區，如天母、台北車站附近、西門町與忠孝復興附近的沒落。臺北市在積極國際化的同時，也開始認知傳統建築擁有的文化價值，開始保存眷村等建築。2000年後，臺北市開始重視臺灣文化建設的內涵與素質，並開始提倡文化平權、重現歷史記憶、強調庶民傳統、推動文化產業、提倡臺北學及釋放政府資源，並創造出嶄新的臺北文化氣象。
台北現今亦為LGBTQ等等多元活動在亞州最開放的地方，舉辦亞州規模最大的同志遊行。外籍移工則引入許多家鄉文化活動，如台北車站的開齋節活動。

## 臺灣民主化轉變的城市文化及空間場域
在都市文化政策和都市政治方面，臺北市文化治理自改制直轄市以來，有三階級的改變：1960年代至1970年代中期配合「中華文化復興運動」在反共和中華民族意識形態及威權國家體制下，採取文化宣傳與管理並進的「精神建設」；1970年代後期至1990年代初期，國族論述逐漸讓位給浮現中的消費社會，迎合的是都市中産階級的文化消費需求的「富而好禮」階段；1990年代中期在臺灣民主化背景下，第三階段是臺北市市長民選之後的，城市文化治理大幅擴展意涵和範圍，包括「強調多元族群文化，重視庶民記憶與城市書寫，擴大史蹟保存範圍與活化再利用，突顯地域特色，並以藝文節慶、公共藝術和城市景觀塑造出城市文化形象，期許以文化産業和象徵經濟的發展躋身國際城市行列」，展現臺北市文化治理「成爲都市意義爭論的文化政治領域」。

### 選舉與民主啟蒙

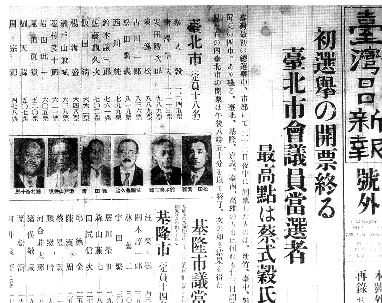
1935年市會及街庄協議會員選舉開票日。

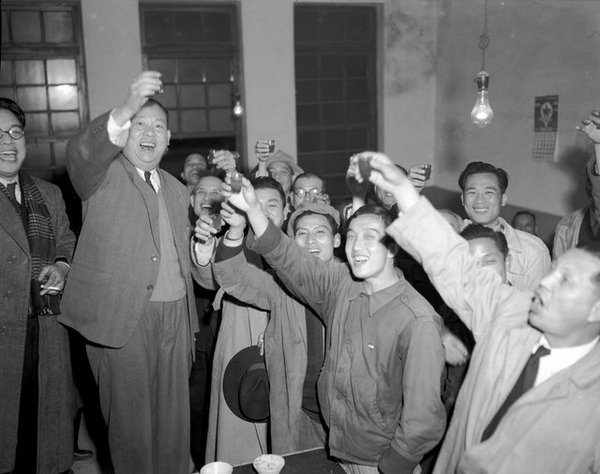
無黨籍的臺南人吳三連(左二)於1951年當選臺北市市長，成為臺灣首位民選首都市長。

臺北市從1935年市會及街庄協議會員選舉起開始經歷直接選舉，二戰後的1947年國民大會代表選舉、1948年立法委員選舉、1951年臺北市長選舉、1954年臺灣省議員選舉、1969年立法委員選舉／國民大會代表選舉、1994年臺北市長暨市議員選舉、1996年總統選舉、2004年全國性公民投票等代表性選舉也都標誌著臺北市民所爭取與親歷的民主化洗禮。
從1920年代的臺灣議會設置請願運動到1964年「臺灣自救運動宣言」、從1931年蔣渭水的大眾葬到1986年要求中國國民黨解除戒嚴的519綠色行動、從1947年的二二八事件到延續半世紀的臺灣白色恐怖時期、從1960年組黨失敗的雷震事件到1986年民主進步黨的「非法」成立、從1980年林宅血案到1981年陳文成事件，臺北市民都或深刻感受到威權政體帶來的壓迫、或主導著全臺灣的政治社會走向。李登輝、陳水扁和馬英九等臺北市長先後成為總統，自1988年起連續主政臺灣逾26年。2014年臺北市選舉，柯文哲擊敗中國國民黨候選人，繼2006年、2010年連任的郝龍斌之後而成為首都市長者。

### 空間解嚴
臺北市1990年代晚期政治條件的變化，從陳水扁當選臺北市長進行一連串打造臺北市市民主體的空間與文化政策，以「市民參與」、「還空間於民」的空間規劃，企圖瓦解殖民時期以來「偽公共空間」而提出「空間解嚴」政策方向，來回應1980年代以來的各種社會運動，並緩和、整合臺北市在「後威權」時代的認同。比如在1996年3月21日將總統府前的介壽路改名為凱達格蘭大道，其廣場改名為凱達格蘭廣場，即是象徵對臺灣原住民歷史及文化的尊重。不過馬英九卻在當選總統後於2009年計劃擴大博愛特區管制範圍，被民進黨批評為是倒退的作法，並指出「馬英九擔任臺北市長時，主張博愛特區空間解嚴，大幅開放特區內的公園設施讓人民親近，當時民進黨政府表示歡迎」。

### 社會運動場址
身為首都的臺北市也因係中央政府所在地而有著各種示威抗議，從鄭南榕與詹益樺的自焚到野百合學運及太陽花學運，從白玫瑰運動到白衫軍運動 ，從鍾鼎邦事件到大埔事件，從無殼蝸牛運動到巢運，臺北市都是吸引臺灣人民與媒體關注的最重要活動城市。除了總統府前的凱達格蘭大道有各類議題的大型集會遊行，臺北市還有著農民抗議、勞工遊行、反核遊行、百萬人民倒扁運動、反媒體壟斷大遊行、228百萬人手牽手護臺灣、女權遊行、同志遊行等各種政治運動與社會運動。
此外，天馬茶房、法主公廟、紫藤廬、殷海光故居、蔡瑞月舞蹈研究社、自由巷等也都成為記錄臺灣走向自由民主歷程的重要地標。

## 臺北地區首長名銜
- 八里坌巡檢：屬雜職，分防臺灣北部，以捕盜為要務。[142]
- 新莊巡檢：屬雜職，分防新莊，仍以捕盜為任務。
- 新莊縣丞：屬佐貳官，分擔徵糧，捕盜，水利等特定事務[142]，駐防新莊。
- 艋舺縣丞：屬佐貳官，駐防艋舺。
- 淡水縣知縣
- 臺北辦務署長
- 臺北市尹（1920年設市後）
- 臺北市長（1940年更名）

## 外部連結
- 臺北市文獻委員會